# Mullus
Mullus es un género de peces actinopeterigios marinos, distribuidos por aguas del océano Atlántico y mar Mediterráneo.

## Especies
Existen cinco especies reconocidas en este género:
- Mullus argentinae Hubbs y Marini, 1933
- Mullus auratus Jordan y Gilbert, 1882
- Mullus barbatus Linnaeus, 1758
- Mullus ponticus Essipov, 1927
- Mullus surmuletus Linnaeus, 1758

Además de una especie extinta:
- † Mullus bifurcatus Strashimirov, 1972.[4]